# Alibag
Alibag è una città dell'India di 19.491 abitanti, capoluogo del distretto di Raigad, nello stato federato del Maharashtra. In base al numero di abitanti la città rientra nella classe IV (da 10.000 a 19.999 persone).

## Etimologia
Il nome di Alibag pare essere frutto di una antica leggenda. Qui infatti viveva un ricco imprenditore, Ali, che possedeva numerose piantagioni, tante da sfamare l’intera popolazione. Grazie a lui il popolo è sopravvissuto e la città viene eretta in suo nome.

## Geografia fisica
La città è situata a 18° 38' 28 N e 72° 52' 45 E al livello del mare.

## Società

### Evoluzione demografica
Al censimento del 2001 la popolazione di Alibag assommava a 19.491 persone, delle quali 10.137 maschi e 9.354 femmine. I bambini di età inferiore o uguale ai sei anni assommavano a 2.113, dei quali 1.137 maschi e 976 femmine. Infine, coloro che erano in grado di saper almeno leggere e scrivere erano 15.322, dei quali 8.341 maschi e 6.981 femmine.